# Betűzőszú
A betűzőszú (Ips typographus) a rovarok (Insecta) osztályának bogarak (Coleoptera) rendjébe, ezen belül a mindenevő bogarak (Polyphaga) alrendjébe és az ormányosbogár-félék (Curculionidae) családjába tartozó faj.

## Megjelenése
A betűzőszú 0,4-0,6 centiméter hosszú. Kis termetű, hengeres testű, fényes fekete színű bogár, barnás szőrzettel és erőteljes, némileg a ganéjbogarakra emlékeztető lábakkal. A csápok rövidek, végük kifejezetten bunkószerű. A szárnyfedők vége kimélyített, szegélyén mindkét nemnél 4 darab erős fog van, melyek közül a harmadik a legnagyobb és gömbben végződik. Fejüket a nagy és széles előtor felülről takarja.
Közép-Európában az Ips nemnek még 7 faja fordul elő.

## Életmódja
A betűzőszú tűlevelű erdők, főleg lucfenyvesek lakója. A fenyő egyik legveszedelmesebb kártevője.